# Аффиксоид
Аффиксо́ид (от «аффикс» + др.-греч. εἰδος «вид») — компонент (корень) сложного или сложносокращённого слова, который близок по словообразовательной роли к аффиксу и имеет схожее значение в многих словах. Подобно тому, как среди аффиксов выделяются приставки («префиксы») и суффиксы, аффиксоиды делятся на префиксо́иды (в начале слов, например «авиа-»: авиалиния, авиамоторный) и суффиксо́иды (в конце слов, например «-вед»: языковед, краевед).
Типичный аффиксоид встречается в качестве корня в простых словах (авиация), но встречаются также и аффиксоиды, не входящие в корни слов, например, «гидро-» (гидроэлектростанция, гидрокостюм) и «-дром» (аэродром, космодром). Бывает, что аффиксоид, изначально не являвшийся самостоятельным корнем, впоследствии становится таковым: (авто́ ← автомобиль, видео ← видеозапись).
В СССР с бумом словообразования подобные «корни-приставки» начали появляться в больших количествах, и их отметили в 1950–60-е годы под названиями полуаффикс, аффиксоид, префигированный словоэлемент, относительно свободные/связанные морфемы, субаффикс, радиксоид, агглютинатор. А прижилось — аффиксоид.